# 東海染工
東海染工株式会社（とうかいせんこう、英: Tokai Senko K.K.）は、愛知県名古屋市中村区に本社を置く染色加工会社。

## 沿革
- 1941年（昭和16年）3月 - 東海染工株式会社設立[1]。
- 1956年（昭和31年）10月 - 富士染絨株式会社に吸収合併（事実上の存続会社は東海染工）。同時に商号を東海染工株式会社に変更[1]。
- 1961年（昭和36年）10月 - 浜松染工株式会社を吸収合併。名古屋証券取引所二部に株式を上場[1]。
- 1962年（昭和37年）11月 - 大阪証券取引所市場第二部に株式を上場[1]。
- 1971年（昭和46年）2月 - 東京証券取引所二部に株式を上場[1]。
- 1972年（昭和47年）5月 - 都染色工芸株式会社を吸収合併[1]。
- 1986年（昭和61年）2月 - 東京証券取引所、大阪証券取引所、名古屋証券取引所各一部に指定替え[1]。
- 2000年（平成12年）9月 - 日本染工株式会社を吸収合併[1]。
- 2003年（平成15年）12月 - 大阪証券取引所の上場廃止[1]。
- 2006年（平成18年）4月 - 今枝染工株式会社の染色加工事業を譲受[1]。
- 2007年（平成19年）3月 - 藤井整絨株式会社と業務提携[4]。
- 2007年（平成19年）5月 - サカレン株式会社の染色加工事業を譲受[1]。
- 2010年（平成22年）4月 - 子会社であるTKサポート株式会社の保育サービス事業を新設子会社として設立した株式会社トットメイトに事業譲渡[1]。
- 2012年（平成24年）7月 - 本社をルーセントタワーに移転[1]。
- 2013年（平成25年）12月 - 磐田事業所を浜松事業所に統合[4]。
- 2015年（平成27年）11月 - 本社を大名古屋ビルヂングに移転[1]。

## 事業所
- 本社 （愛知県名古屋市中村区）
- 支社 1ヶ所（大阪府大阪市中央区）[5]
- 営業所 1ヶ所（東京都中央区）[5]
- 工場
  - 名古屋事業所（愛知県清須市）[5]
  - 浜松事業所（静岡県浜松市中央区）[5]
  - 岐阜事業所（岐阜県羽島市）[5]

## 関連会社
- TKサポート株式会社[5]
- 株式会社デッサンジュン[5]
- 株式会社トットメイト[5]
- TOKAI DYEING CO., (THAILAND) LTD.（タイ）[5]
- P.T. TOKAI TEXPRINT INDONESIA（インドネシア）[5]